# Wilsford (Lincolnshire)
Pour les articles homonymes, voir Wilsford.
Wilsford est une paroisse civile et un village du Lincolnshire, en Angleterre.